# Azem Hajdari
Azem Hajdari, född den 11 mars 1963 i Bajram Curri i Albanien, död den 12 september 1998 i Tirana i Albanien, var en albansk politiker och en framträdande medlem i Albaniens demokratiska parti. Han dödades vid ett attentat i Tirana.